# Сухоруков, Виктор Григорьевич
Виктор Григорьевич Сухоруков (18 марта 1951, Курск — 21 декабря 2008, Курск) — советский футболист. Лучший снайпер курской команды мастеров в первенствах СССР.

## Биография
Виктор Сухоруков родился 18 марта 1951 года в Курске.
Занимался футболом в курской ДЮСШ «Трудовые резервы» и юношеской команде курского «Локомотива».
Играл на позициях полузащитника и нападающего. Начал карьеру в курских «Трудовых резервах», игравших в классе «Б» первенства СССР. Выступал в их составе в 1967—1970 годах.
В 1970 году получил приглашение в московский ЦСКА. В 1970—1971 годах провёл за главную команду армейцев 3 матча в высшей лиге, также играл в дублирующем составе.
В 1970 году в составе молодёжной сборной СССР выиграл международный турнир в Швейцарии.
Оставшуюся часть карьеры провёл во второй лиге, где играл за смоленскую «Искру» (1972) и курские «Трудовые резервы»/«Авангард» (1972—1980).
Стал лучшим снайпером в истории курской футбольной команды мастеров в первенствах СССР, забив не менее 81 мяча. Самым результативным для него стал сезон-74, когда он забил 20 мячей в 39 матчах.
По окончании игровой карьеры работал тренером в курской ДЮСШ АПЗ-20, играл за ветеранскую команду автопредприятия «Ротор». В 2007 году был начальником курского «Авангарда-2», выступавшего в любительском первенстве России.
Умер 21 декабря 2008 года в Курске.

## Увековечение
6 октября 2018 года на ограде тренировочного поля «Авангарда» в Соловьиной роще открыли памятную доску, посвящённую Виктору Сухорукову.